# Онагава
Онагава (яп. 女川町 Онагава-тё:) — посёлок в Японии, находящийся в уезде Осика префектуры Мияги. Площадь посёлка составляет 65,80 км², население — 7257 человек (31 июля 2014), плотность населения — 110,29 чел./км².. Был полностью разрушен цунами 11 марта 2011 г.

## Географическое положение
Посёлок расположен на острове Хонсю в префектуре Мияги региона Тохоку. С ним граничит город Исиномаки. Онагава — портовый город у места пересечения двух океанических течений. На территории города находится АЭС Онагава.

## Демография
Население посёлка составляет 7257 человек (31 июля 2014), а плотность — 110,29 чел./км². Изменение численности населения с 1980 по 2005 годы:
| 1980 | 16 105 чел. |  |
| 1985 | 15 246 чел. |  |
| 1990 | 14 018 чел. |  |
| 1995 | 13 044 чел. |  |
| 2000 | 11 814 чел. |  |
| 2005 | 10 723 чел. |  |

## Символика
Деревом посёлка считается криптомерия, цветком — цветок сакуры, птицей — Larus crassirostris.